# 包氏鹡鸰
包氏鹡鸰（学名：Motacilla bocagii）为雀形目下的一个种。包氏鹡鸰为圣多美和普林西比的特有种，其自然栖息地位于亚热带或热带潮湿的低地森林中。目前它们正在受到栖息地丧失的威胁。